# موریتانیایی
موریتانیایی (به انگلیسی: The Mauritanian) یک فیلم ۲۰۲۱ درام حقوقی بریتانیایی-آمریکایی است که به کارگردانی کوین مک‌دانلد از فیلم نامه‌ای به قلم م.ب. تراون، روری هاینز و سهراب نوشیروانی است. در این فیلم جودی فاستر، طاهر رحیم، شیلین وودلی، بندیکت کامبربچ و زکری لی‌وای بازی می‌کنند.
این فیلم در تاریخ ۱۲ فوریه ۲۰۲۱ توسط STXfilms در ایالات متحده اکران شده‌است.

## داستان

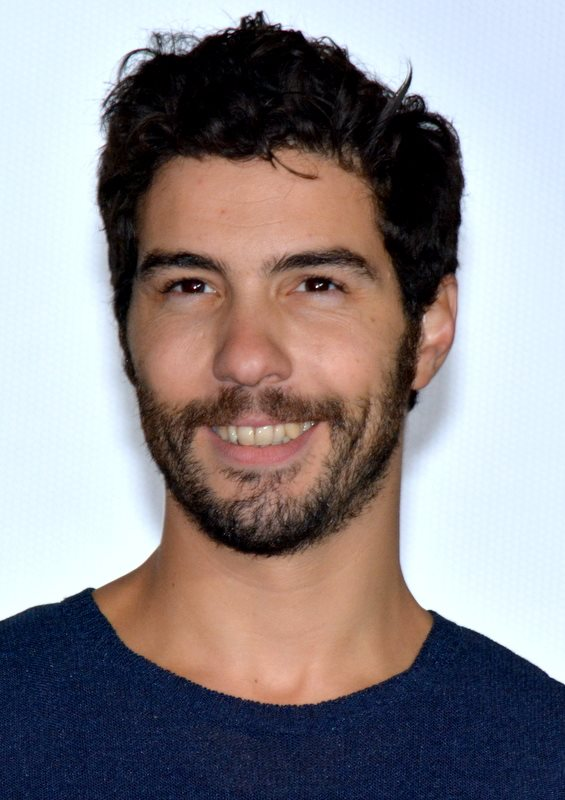
مرتبط

این فیلم با اقتباس از کتاب پرفروش Guantanamo Diary ساخته شده و روایتگر داستان واقعی محمد ولد الصلاحی (با بازی طاهر رحیم) است که توسط دولت آمریکا دستگیر و بدون هیچ اتهام و برگزاری دادگاهی به مدت ۱۰ سال در بازداشتگاه گوانتانامو زندانی می‌شود. هنگامی که او تمام امیدش را از دست می‌دهد دو وکیل مدافع (فاستر و وودلی) با او متحد می‌شوند که در جستجوی ناامیدانه برای عدالت با موانع بیشماری روبرو می‌گردند. در نهایت دفاع جنجالی آنها در کنار مدارکی که توسط یک دادستان نظامی (کامبربچ) برملا می‌شود، منجر به افشائ یک توطئهٔ شوکه کننده می‌گردد.

## بازیگران
- جودی فاستر
- طاهر رحیم
- شیلین وودلی
- بندیکت کامبربچ
- زکری لی‌وای
- متیو مارش